# Fördererkreis des Germanischen Nationalmuseums

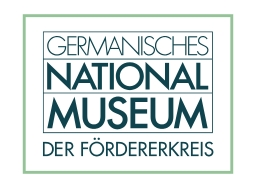
Logo des Fördererkreises des Germanischen Nationalmuseums

Der Fördererkreis des Germanischen Nationalmuseums e. V. ist ein 1954 gegründeter Förderverein des Germanischen Nationalmuseums  in Nürnberg.

## Geschichte

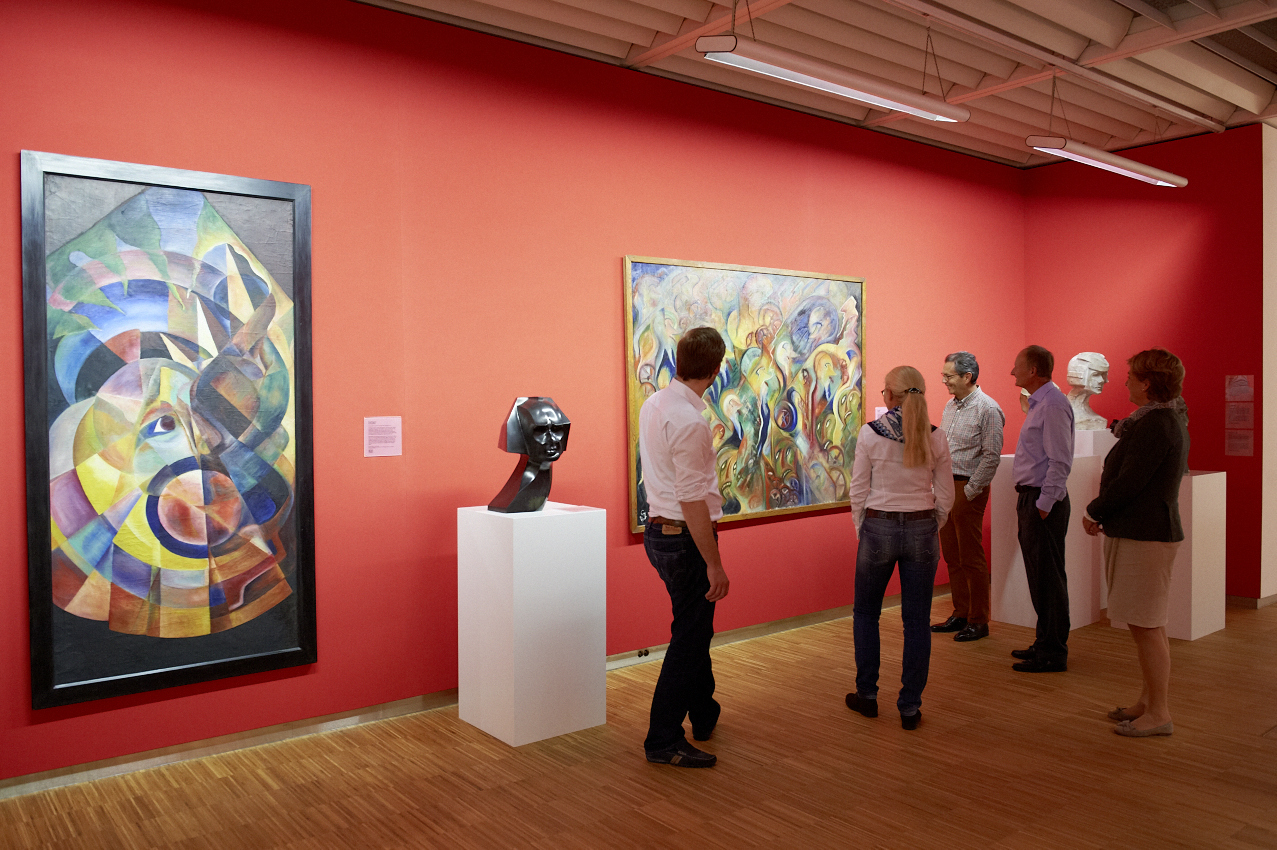
Museumsveranstaltung des Fördererkreis (2013)

### Gründung
Der Fördererkreis wurde in den frühen Jahren der Bundesrepublik Deutschland initiiert. 1950 begannen die Vorbereitungen für die Gedenktage im August 1952 anlässlich des 100-jährigen Bestehens des Germanischen Nationalmuseums. Verschiedene Ausschüsse übernahmen die wissenschaftliche, organisatorische, presse- und finanztechnische Vorbereitung der Feierlichkeiten. Hans Christoph Freiherr von Tucher empfahl, dass Heinrich Thielen, Finanzdirektor der MAN, den Vorsitz übernehmen sollte. Am 2. Juli 1954 wurde der Fördererkreis offiziell gegründet, nachdem er in den Jubiläumsfeierlichkeiten 1952 erfolgreich Spenden gesammelt hatte. Der Bundespräsident Theodor Heuss unterstützte die Gründung maßgeblich. 1982 erhielt der Fördererkreis seine heutige rechtliche Form als eingetragener Verein.

### Vorstandsvorsitzende
- 1954: Heinrich Thielen
- 1959: Carl Knott
- 1970: Hans Bühler
- 1975: Maximilian von Vopelius
- 1982: Egon Hermann
- 1994: Jürgen Parchmann
- 2002: Ottheinz Jung-Senssfelder
- 2007: Wolfgang Graf zu Castell-Castell
- 2023: Bernhard von Tucher

## Förderprojekte
Bis etwa 1975 konzentrierten sich die Förderprojekte auf den Wiederaufbau und Ausbau der Museumsräume. Bedeutende geförderte Ausstellungen waren unter anderem Nürnberg 1300–1550. Kunst der Gotik und Renaissance (1982) und Der frühe Dürer (2012). Erstmals wurde 2016 ein Forschungsprojekt gefördert, das den Titel Die deutsche Tafelmalerei des Spätmittelalters trug. Der Fördererkreis unterstützte auch die Veröffentlichung verschiedener Bestandskataloge, wie Die Gemälde des 16. Jahrhunderts und Judaica. Der Fördererkreis engagiert sich auch außerhalb Nürnbergs, z. B. bei archäologischen Projekten und der Bestandsaufnahme von historischen Stätten. Ein Beispiel der Sammlungserweiterung waren der Erwerb der Armilla aus dem Krönungsornat von Kaiser Friedrich Barbarossa im Jahr 1977 sowie der Ankauf des Himmelfahrtschristus aus der Riemenschneider-Werkstatt 2023.

## Struktur und Ziele des Fördererkreises

### Mitglieder und Aktivitäten

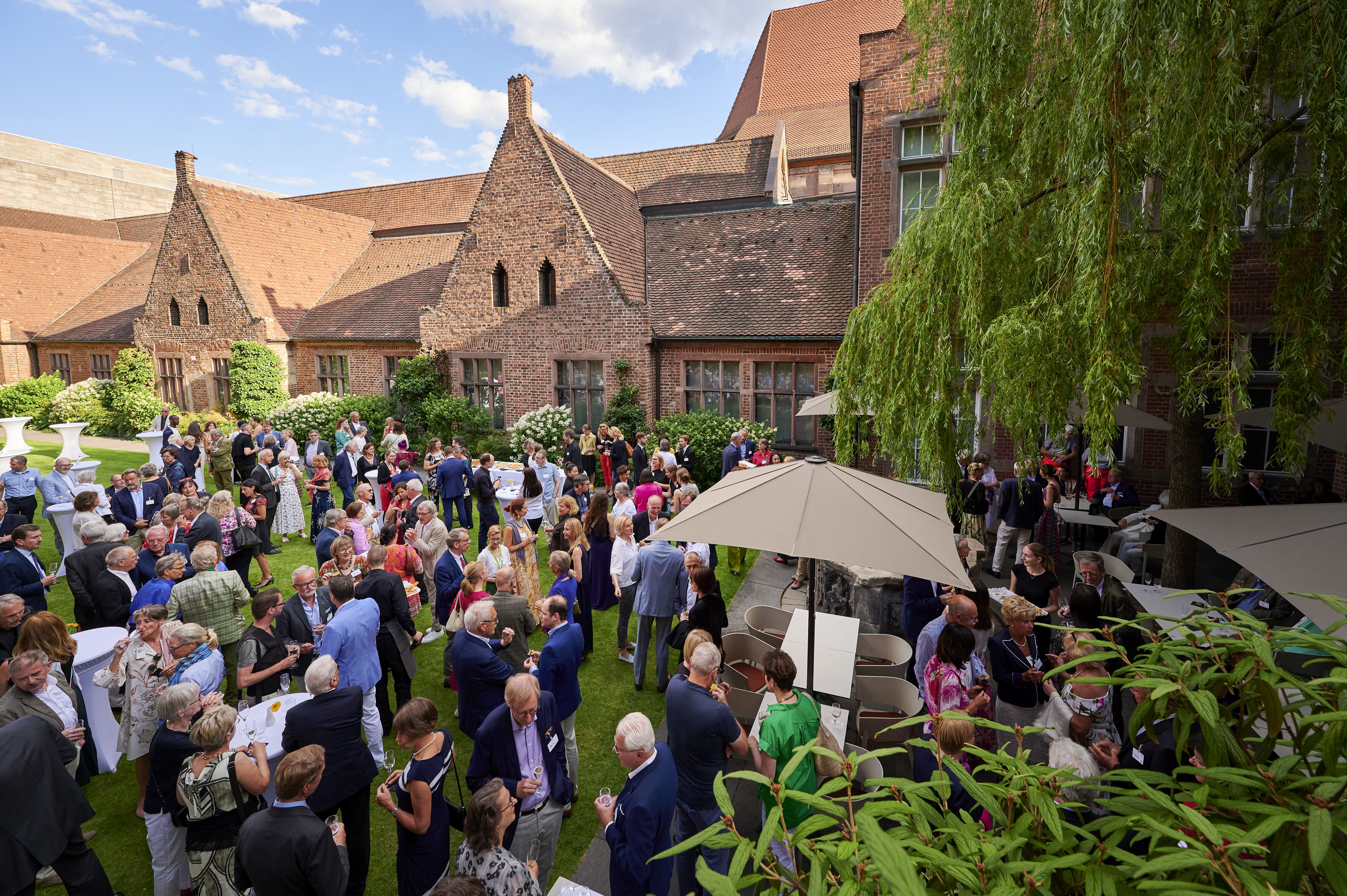
Fördererfest des Germanischen Nationalmuseum (2023)

Der Fördererkreis hat etwa 370 Mitglieder, darunter Privatpersonen und Unternehmen. Sie pflegen einen regelmäßigen Austausch mit dem Freundeskreis des Neuen Museums in Nürnberg. Im Museumsjahr findet alljährliche das Fördererfest statt, zu dem internationale Gäste eingeladen werden.

### Zielsetzung und Projektförderung
Gemäß der Satzung von 2023 ist der Zweck des Vereins die Förderung von Bildung und Kultur. Der Verein setzt sich dafür ein, das Germanische Nationalmuseum in seinen Aufgabenbereichen zu unterstützen und zu fördern. Dies umfasst insbesondere:
- Erwerb, Erforschung, Sammlung, Bewahrung und Erschließung von Zeugnissen der Geschichte, Kunst und Kultur
- Forschungsaktivitäten zur Vertiefung und Verbreitung wissenschaftlicher Erkenntnisse
- Vermittlungs- und Bildungsaktivitäten, die das Wissen und Verständnis der Öffentlichkeit erweitern
- Maßnahmen zur Steigerung der Sichtbarkeit, Bekanntheit und Attraktivität des Museums

Durch seine Unterstützung trägt der Verein zur Erfüllung der Aufgaben und zur Entwicklung des Germanischen Nationalmuseums bei.

### Organisationsstruktur
Der Verein wird von einem sechsköpfigen Vorstand geleitet und von einem Beirat beratend unterstützt. Der Vorstandsvorsitzende hat einen Beisitz im Verwaltungsrat des Germanischen Nationalmuseums, und der Generaldirektor des Museums ist im Vorstand des Fördererkreises vertreten. Durch die enge organisatorische Anbindung an das Referat „Wissenschaftsmanagement und Marketing“ des Museums besteht eine kontinuierliche Kommunikation und Kooperation.

## Die Aufseßigen – Die jungen Freunde des Germanischen Nationalmuseums
Die Aufseßigen sind eine Vereinigung von Freunden des Germanischen Nationalmuseums, die 2012 vom Fördererkreis ins Leben gerufen wurde. Der Name erinnert an den Gründer des Museums, Hans Freiherr von und zu Aufseß. Die Aufseßigen richten sich an Menschen im Alter von 18 bis 35 Jahren, die ein Interesse an Kunst und Kultur haben. Ziel ist es, jungen Menschen das Museum näherzubringen. Dies geschieht durch regelmäßige Veranstaltungen. Die Aufseßigen streben Kooperationen mit anderen Kulturinstitutionen in der Metropolregion an. Sie sind Teil der „Bundesinitiative: Junge Freunde Kunstmuseen“, zu der über 20 weitere junge Freundeskreise gehören, und des Dachverbands der Kulturfördervereine in Deutschland.